# آستن (ویرجینیای غربی)
آستن (به انگلیسی: Austen) یک منطقهٔ مسکونی در ایالات متحده آمریکا است که در شهرستان پرستون، ویرجینیای غربی واقع شده است. آستن ۴۹۴٫۰۹ متر بالاتر از سطح دریا قرار دارد.